# Сан Систо (Ређо Емилија)
Сан Систо је насеље у Италији у округу Ређо Емилија, региону Емилија-Ромања.
Према процени из 2011. у насељу је живело 295 становника. Насеље се налази на надморској висини од 30 м.